# Antigua.news
Antigua.news ist ein digitales Nachrichtenportal, das 2022 gegründet wurde und sich auf die Berichterstattung über Nachrichten aus Antigua und Barbuda sowie über wichtige globale Nachrichten konzentriert. Es ist vor allem für seine Untersuchungen im Fall der AT1-Anleihen der Credit Suisse bekannt, die laut der Financial Times “scooped the world’s financial press”.
Antigua.news und seine Recherchen wurden von den weltweit führenden Medien wie der Financial Times, Reuters, El Pais, der Weltwoche, Finews, Inside Paradeplatz übernommen.